# Valdenebro de los Valles (kommunhuvudort)
Valdenebro de los Valles är en kommunhuvudort i Spanien.   Den ligger i provinsen Provincia de Valladolid och regionen Kastilien och Leon, i den centrala delen av landet, 190 km nordväst om huvudstaden Madrid. Valdenebro de los Valles ligger 809 meter över havet och antalet invånare är 219.
Terrängen runt Valdenebro de los Valles är platt. Runt Valdenebro de los Valles är det mycket glesbefolkat, med 4 invånare per kvadratkilometer. Närmaste större samhälle är Medina de Ríoseco, 6,8 km väster om Valdenebro de los Valles. Trakten runt Valdenebro de los Valles består till största delen av jordbruksmark.